# ديفيد ارين
ديفيد ارين (بالإنجليزية: David Warren)‏ هو لاعب كرة قدم أمريكية أمريكي، ولد في 14 أكتوبر 1978 في تايلر في الولايات المتحدة.